# Jelašnica, Surdulica
Jelašnica (izvirno srbsko Јелашница) je naselje v Srbiji, ki upravno spada pod Občino Surdulica; slednja pa je del Pčinjskega upravnega okraja.

## Demografija
V naselju živi 883 polnoletnih prebivalcev, pri čemer je njihova povprečna starost 37,2 let (35,5 pri moških in 39,1 pri ženskah). Naselje ima 341 gospodinjstev, pri čemer je povprečno število članov na gospodinjstvo 3,44.
Prebivalstvo je večinoma nehomogeno, a v času zadnjih treh popisov je opazno zmanjšanje števila prebivalcev.
|  |

| Demografija | Demografija     | Demografija     |
| Leto        | Št. prebivalcev | Št. prebivalcev |
| ----------- | --------------- | --------------- |
|             |                 |                 |
|             |                 |                 |
|             |                 |                 |
|             |                 |                 |
| 1948        | 1401            |                 |
| 1953        | 1369            |                 |
| 1961        | 1397            |                 |
| 1971        | 1410            |                 |
| 1981        | 1355            |                 |
| 1991        | 1319            | 1301            |
| 2002        | 1233            | 1173            |
|             |                 |                 |

| Etnična sestava po popisu iz leta 2002 | Etnična sestava po popisu iz leta 2002 | Etnična sestava po popisu iz leta 2002 | Etnična sestava po popisu iz leta 2002 | Etnična sestava po popisu iz leta 2002 |
| -------------------------------------- | -------------------------------------- | -------------------------------------- | -------------------------------------- | -------------------------------------- |
| Srbi                                   | Srbi                                   |                                        | 694                                    | 59,16%                                 |
| Romi                                   | Romi                                   |                                        | 397                                    | 33,84%                                 |
| Neznano                                | Neznano                                |                                        | 81                                     | 6,90%                                  |